# Gil Vicente (toneelschrijver)

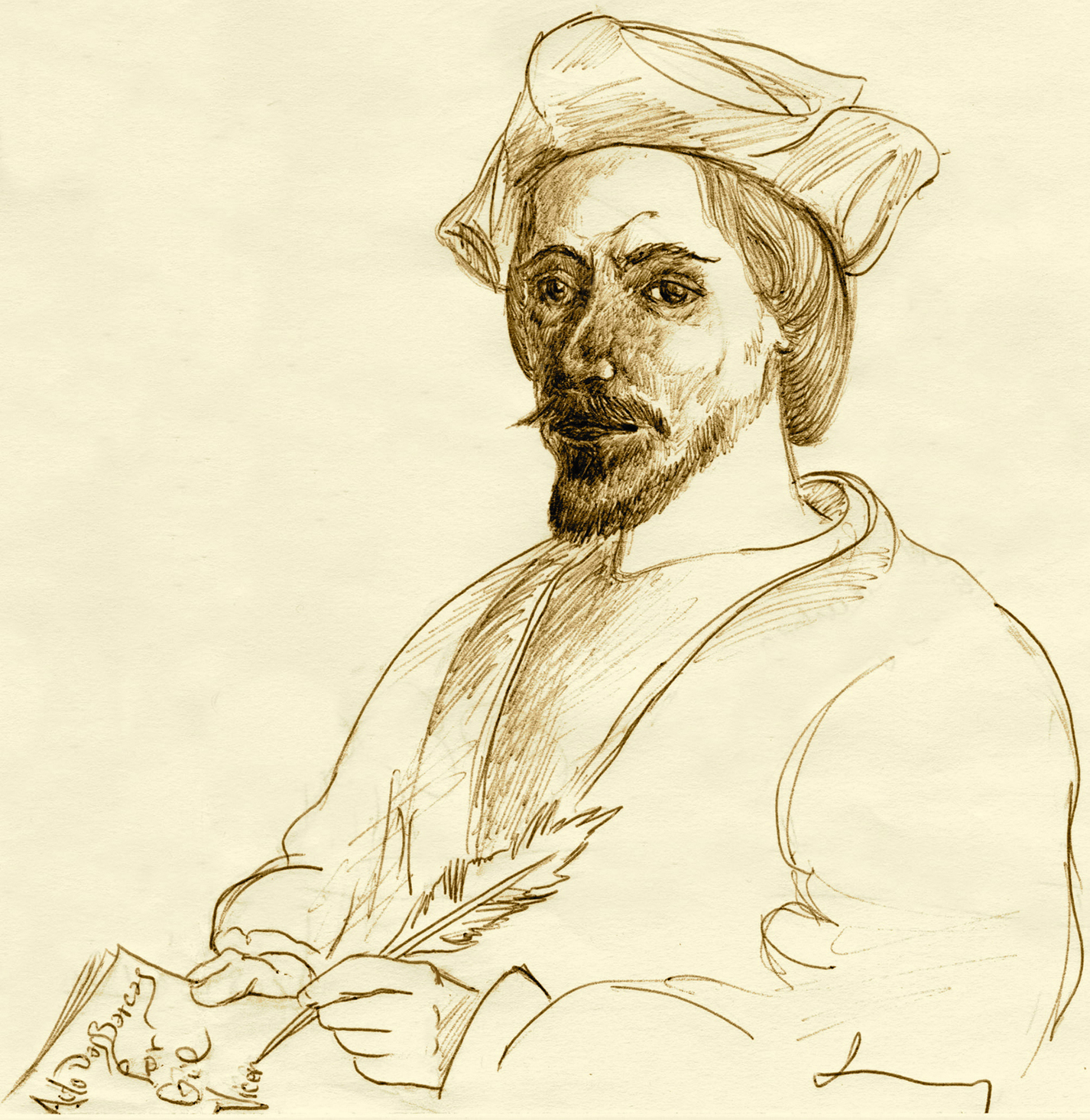
Gil Vicente

Gil Vicente (1465 – 1537), was een Portugees toneelschrijver en dichter. Vicente speelde in zijn eigen toneelstukken en veelal regisseerde hij ze ook. Zijn veelzijdige werk omvat vierenveertig theaterstukken, waarvan het grootste deel in het Portugees geschreven werd. Er verscheen echter ook werk van Vicente in het Spaans. Vaak wordt Vicente de "Vader van het Portugese toneel" genoemd, omdat hij aan de basis stond van de ontwikkeling van het theater in Portugal.
De eerste editie van het volledige werk van Vicente verscheen in Lissabon in 1561-2 en werd uitgegeven door zijn kinderen Paula en Luís. In 1586, verscheen de tweede editie, hoewel deze zwaar gecensureerd was door de Inquisitie. Pas in 1834 verscheen de derde editie van het werk van Vicente, uitgegeven door Barreto Feio in Hamburg. Deze uitgave zorgde voor een herontdekking van zijn werk.
Verschillende componisten zoals Max Bruch and Robert Schumann begonnen de poëzie van Vicente (meestal in het Duits vertaald door Emanuel van Geibel) op muziek te zetten.
Een citaat uit een van zijn toneelstukken, "De liefdesjacht is hoogvliegerij", is als motto opgenomen in de roman Kroniek van een aangekondigde dood van Gabriel García Márquez.
- Bibsys: 90317385
- Biblioteca Nacional de España: XX1640342
- Bibliothèque nationale de France: cb119281861 (data)
- Catàleg d'autoritats de noms i títols de Catalunya: 981058515085306706
- Gemeinsame Normdatei: 118804383
- International Standard Name Identifier: 0000 0001 2276 2549
- Library of Congress Control Number: n50025343
- MusicBrainz: 05bca286-d521-4862-99d9-1478a97073fb
- Bibliotheek van het Japanse parlement: 00539634
- Nationale Bibliotheek van Tsjechië: kup20030000107052
- Nationale bibliotheek van Australië: 35581053
- Nationale Bibliotheek van Israël: 987007308125205171
- Nationale Bibliotheek van Polen: a0000002939542
- Nationale en Universitaire bibliotheek Zagreb: 000381316
- Nederlandse Thesaurus van Auteursnamen: 06893629X
- LIBRIS: 99698
- SNAC: w618682c
- Système universitaire de documentation: 086455087
- Trove: 1002950
- Union List of Artist Names: 500327627
- Virtual International Authority File: 9854778
- WorldCat: E39PBJycMYThpPdq4JqFpdJqwC